# Rupi Kaur
Rupi Kaur (pundžapski: ਰੂਪੀ ਕੌਰ) je rođena 4. oktobra 1992. godine u gradu Pundžabiju u Indiji. Još kao mlada, imigrirala je u Kanadu sa svojom porodicom, i tamo se proslavila kao ilustrator, fotograf i autor. Svoju slavu najpre je stekla na društvenoj mreži 'Instagram' i postala je jedan od najpopularnijih poetičara na Instagramu.

## Rani život
Kada je imala tri godine, njeni roditelji su sa njom i još troje dece imigrirali u Kanadu. Zbog jako teške finansijske situacije bili su primorani jako teško da žive. U maloj prostoriji podruma, u kojoj je petočlana porodica bila primorana da boravi, postojao je jedan krevet na kom su svi morali spavati. Tokom odrastanja prolazila je kroz jako teške situacije. U periodu adolescencije, dolazila je do sukoba sa svojom majkom sa kojom nije bila toliko bliska. Bila je okružena svojim prijateljima i rođacima koji su tokom svog života doživljavali razne traume poput seksualnog zlostavljanja i nasilja. Odrastajući u potpuno novoj sredini, gde je zastupljena potpuna drugačija kultura, osećala se odbačenom i nepoželjnom. Tada se u njoj se probudila motivacija i želja za napretkom i stvaranjem nečeg novog.

## Karijera[3]
Rupi je prvi put počela da se bavi poezijom 2009. godine. U početku je bila prilično nesigurna u sebe, nije imala dovoljno samopouzdanja niti hrabrosti da pred publikom izrecituje svoje stihove. Osećala se prilično nelagodno i svaki put bi pri završetku recitacije, čak i pre aplauza koji je dobijala od publike nestajala sa scene. Takođe, veliki broj ljudi je smatralo da njeni stihovi nisu bili dovoljno dobri pa su joj se podsmevali i nisu je dovoljno podržavali u tome što radi. Pisanjem, pokušavala je da artikuliše svoju ličnu traumu jer je u to vreme izašla iz jako nasilne i nestabilne veze što je još više podstaklo i dalo joj želju da piše i stvara. Tokom srednje škole, anonimno se bavila pisanjem. Na univerzitetu, njeno pisanje je postalo refleksivnije nego ranije i teme njenih recitacija bile su drugačije nego ranije. Pisala je o momcima koji su joj se tada dopadali ali i o politici i o promenama koje je želela da vidi u svetu. Često je dolazila u sukobe sa roditeljima jer nisu podržavali njen rad i uspeh.
Otprilike 2014. godine krenula je da objavljuje svoje pesme na društvenim mrežama gde je dobila ogromnu podršku i pohvale od pratilaca kojih je iz dana u dan bilo u sve većem broju. Tada se čak i na njenim usmenim izvođenjima pojavljivalo sve više ljudi i podrška je dolazila sa svih strana. Njena prva pesma koja je objavljena na Instagramu govori o ženi koja se bori sa svojim traumama. Naime, reč je o njenom mužu koji se nosi sa alkoholizmom, i u svojim stihovima predstavila je to kao prilično teško iskustvo u nadi da će se neko sa sličnim problemom pronaći u njenim delima i pokušati da se izbori sa svojim problemima.

## Knjige

### Mleko i med[5]
Ova knjiga izašla je 4.11.2014. godine na Createspace-u nakon što je počela da radi sa 18 godina. Prvenstveno, ove pesme su bile napisane isključivo za nju i nije imala želju da ih šalje za časopise ili novine. Međutim, odlučivši na kraju da svoje delo prikaže publici, prodala je preko 10.000 primeraka svoje knjige gde je dobila ogromnu podršku čitalaca.
Iste godine, na Instagram je objavila svoje fotografije u odeći i sa posteljinom umazanom od krvi. Međutim, dva puta se dogodilo da joj Instagram ukloni fotografije sa njenog profila zbog nepoštovanja uslova korišćenja sajta. Kaur je kritikovala njihovu odluku i rekla da je to napad na njenu čovečnost. Kasnije, Instagraam joj je vratio fotografije i izvinio se zbog uklanjanja fotografija. Njen odgovor na to je kasnije postao viralan i privukao  je veliki broj pratilaca pa se ubrzo i pokajala što je napisala svoj odgovor. Navela je da je velika količina prezira koju je dobijala uticala na njeno mentalno zdravlje i anksioznost koju je iskusila. Takođe je izjavila da je imala i suicidne misli i da joj je nezadovoljstvo publike izazvalo osećaj anksioznosti. 
Godine 2017. knjigu 'Mleko i med' ponovo je objavila druga izdavačka kuća jer im se svideo njen rad, način i stil pisanja, pa je time doživela još veću popularnost među publikom. Knjiga je prodata u preko 2.5 miliona primmeraka i tada je postala najprodavanija knjiga u Kanadi. Takođe, knjiga je prevedena na 25 jezika. 
Sa 22 godine, osnovala je kompaniju i zaposlila 7 ljudi da joj pomognu, 

### Sunce i njegovi cvetovi[7]
Ova knjiga objavljena je 3.10.2017. godine. Kaur na ovu knjigu gleda kao na jednu dugu kontinuiranu pesmu od 250 stranica, prvenstveno stvorenu na Instagramu. I ova knjiga je vrlo brzo postala veoma tražena, prevedena je na više jezika i do 2020. godine prodata je u preko milion primeraka. 2018. godine, zaradila je preko 1.4 miliona dolara od svoje poezije. Iste godine nastupala je na jednom književnom festivalu u Džajpuru gde se po prvi put nije osetila nelagodno i nervozno tokom usmenog prezenstovanja svojih pesama.
Tokom turneje po svetu imala je osećaj depresije i anksioznosti. Proces stvaranja ove knjige bio joj je jako stresan i kako je navela, taj period naziva 'najveći izazov u svom životu'. Tada je doživela i višemesečnu blokadu pisca što je dosta uticalo na njeno mentalno zdravlje. Proživljavala je prilično 
težak period pa se zbog toga 2019. godine obratila terapeutkinji Elizabet Gilbert za koju kaže da joj je spasila život i time ublažila njenu depresiju i anksioznost.

### Domaće telo[2]
Nova zbirka objavljena je 17.11.2020. godine. Ova kolekcija sadržala je i njene ilustracije i to je bila najprodavanije knjiga 2020. godine. Tada je ponovo osetila podršku svojih pratilaca i iz faze depresije , počela je ponovo da vraća svoje samopouzdanje i da shvata svoju vrednost. Za vreme pandemije Kovid-19 vratila se u Brampton u kuću svojih roditelja gde je počela da predaje radionice na Instagramu. Osećala se prilično usamljeno i imala je ogromnu želju da usled mera ponovo na neki način oseti povezanost sa svojom publikom.
U aprilu 2021. godine organizovala je na Instagramu pesnički specijal gde je u svojoj publici čitala svoje stihove, praćene muzikom i raznim anegdotama. Pored želje da se poveže sa publikom, Rupi Kaur je na ovaj način pokušavala da kroz svoje pesme pomogne drugima i dočara stanje kroz koje je prolazila ne bi li na taj način neko koga muče slični problemi uspeo da pronađe mir i nađe izlaz iz teške situacije. Takođe to je bio još jedan način da promoviše svoju novu knjigu.